# پرالییو
پرالییو (به اسپانیایی: Peralillo) یک شهرستان در شیلی است که در استان کولچاگوا واقع شده‌است. پرالییو ۲۸۲٫۶ کیلومتر مربع مساحت و ۱۰٬۶۸۲ نفر جمعیت دارد و ۱۲۵ متر بالاتر از سطح دریا واقع شده‌است.